# Giulio Cesare in Egitto (Sartorio)
Giulio Cesare in Egitto (título original en italiano; en español, Julio César en Egipto) es un dramma per musica en tres actos con música del compositor Antonio Sartorio sobre libreto de Giacomo Francesco Bussani. Se estrenó con gran éxito el 17 de diciembre de 1676 en el Teatro San Salvador de Venecia. 
Este drama forma parte de un filón de la ópera veneciana, iniciado con L'Adelaide del mismo compositor, en que hay partes escritas específicamente para trompas (en este caso trompas en re mayor). En el Giulio Cesare Sartorio emplea este instrumento en la sinfonía inicial, en cuatro arias y en un tocco di tromba. En estas arias la trompa viene alternada con la voz, así como viene efectuado también en las otras arias con los arcos y las voces.
El libreto de esta ópera fue pronto recogido y revisado por Nicola Francesco Haym y musicada por Georg Friedrich Händel.
En tiempos modernos la ópera fue representada por primera vez con ocasión del Festival de Música Antigua de Innsbruck el 25 de agosto de 2004 en el Tiroler Landestheater de Innsbruck con la dirección de Attilio Cremonesi y la ejecución de la orquesta La Cetra Barockorchester Basel.